# Mouzens (Dordogne)
Mouzens – miejscowość i dawna gmina we Francji, w regionie Nowa Akwitania, w departamencie Dordogne. W dniu 1 stycznia 2016 roku z połączenia dwóch ówczesnych gmin – Coux-et-Bigaroque oraz Mouzens – utworzono nową gminę Coux et Bigaroque-Mouzens. W 2013 roku populacja Coux-et-Bigaroque wynosiła 250 mieszkańców. 